# 普萊森峰

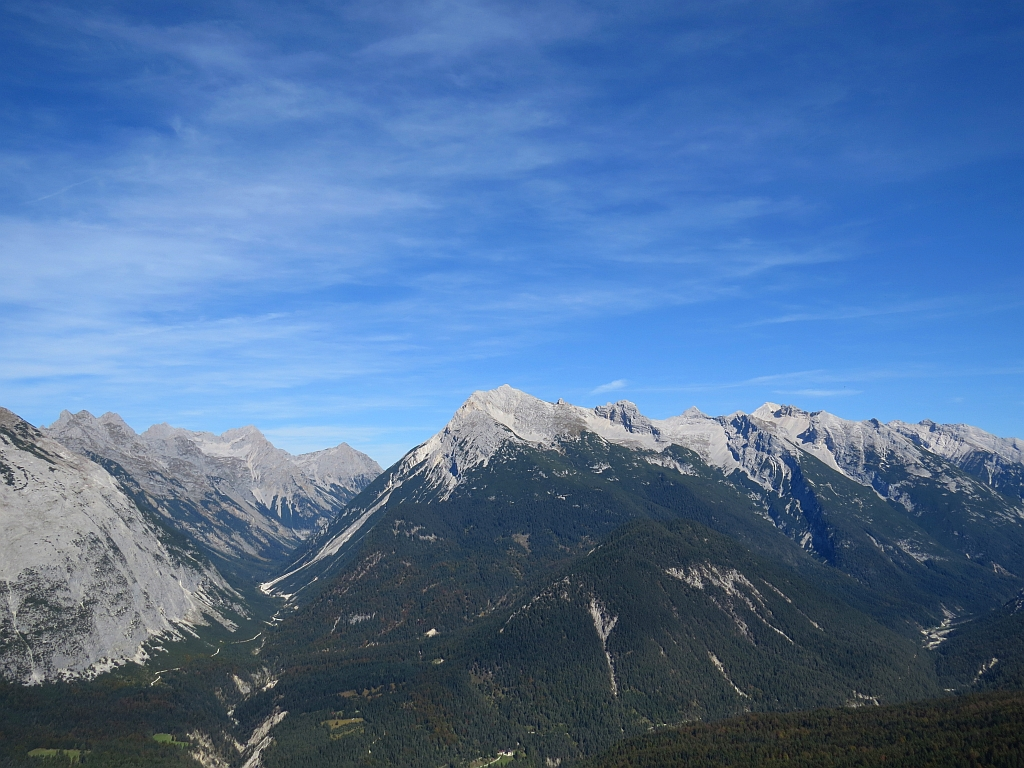

47°24′33″N 11°20′31″E / 47.40917°N 11.34194°E
普萊森峰（德語：Pleisenspitze），是奧地利的山峰，位於該國西部，由蒂羅爾州負責管轄，屬於卡爾文德爾山脈的一部分，距離大里德爾卡爾峰1.8公里，海拔高度2,569米，人類在1843年首次登頂。